# Alpha Pyxidis

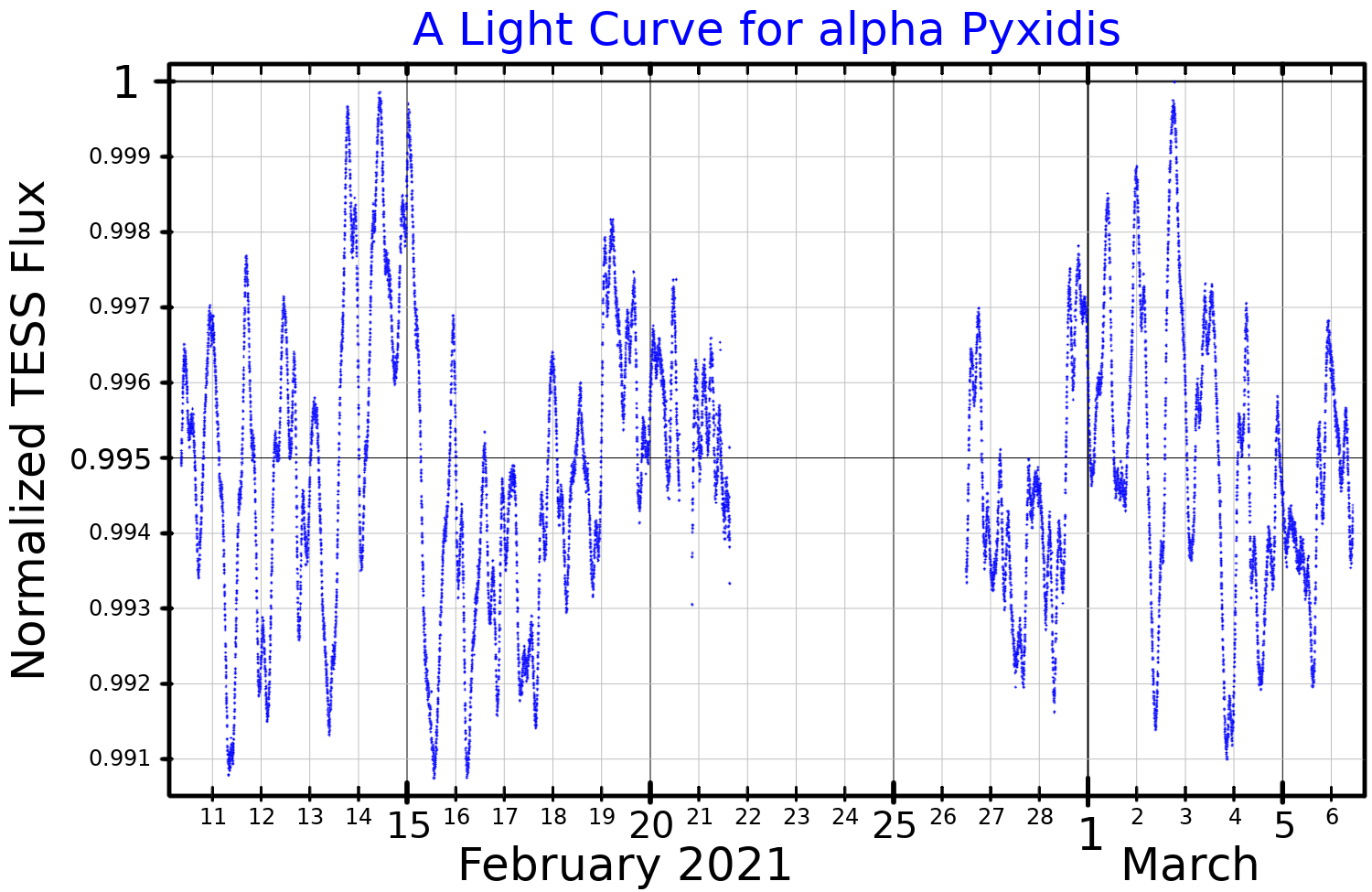
Lichtkromme van Alpha Pyxidis

Alpha Pyxidis is een ster in het sterrenbeeld Kompas. Vanuit de Benelux is de ster moeilijk waarneembaar omdat ze tijdens de culminatie tot slechts 6 graden boven de zuidelijke horizon kan klimmen. Twee graden ten zuid-zuidwesten van Alpha staat Beta Pyxidis, een dubbelster met ongeveer dezelfde helderheid als Alpha.
Beide sterren, Alpha en Beta Pyxidis, culmineren samen met de gemakkelijk herkenbare kop van de Waterslang (het asterisme Caput Hydrae) bestaande uit de sterren Delta, Epsilon, Zeta, Eta, Rho, en Sigma Hydrae. De kop van de Waterslang klimt, vanuit de Benelux gezien, tot 44 graden boven de zuidelijke horizon.
Een halve graad ten noorden van Alpha Pyxidis is de open sterrenhoop NGC 2658 te vinden. Op iets minder dan een graad ten zuidzuidoosten bevindt zich het sterrenstelsel NGC 2663. Een halve graad ten noordwesten van Beta Pyxidis is de open sterrenhoop NGC 2635 te vinden.